# Mary Jo White

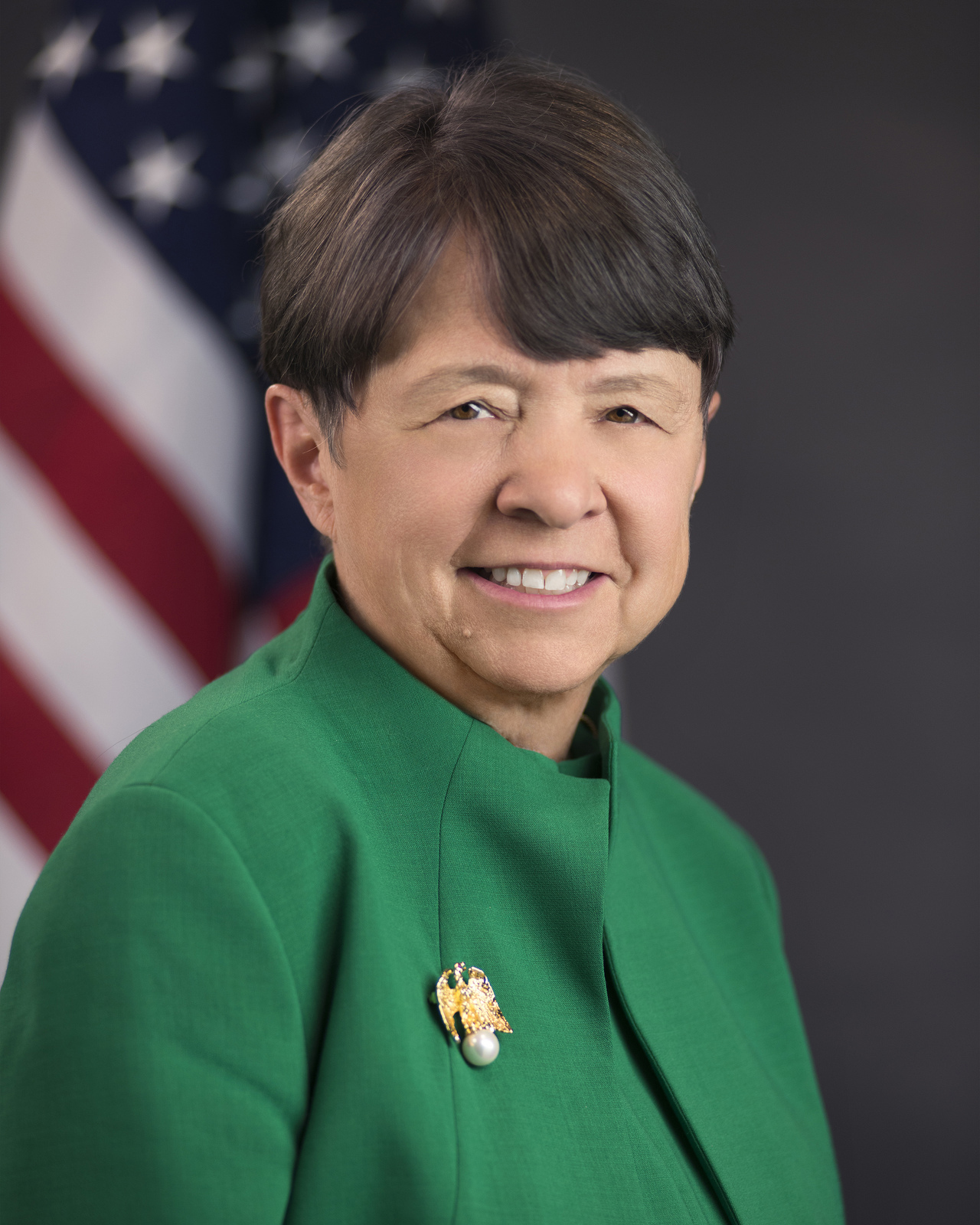
Offizielles Porträt von Mary Jo White (2013)

Mary Jo White (* 27. Dezember 1947 in Kansas City, Missouri) ist eine US-amerikanische Rechtswissenschaftlerin. Sie war die 31. Vorsitzende der US-amerikanischen Börsenaufsichtsbehörde Securities and Exchange Commission (SEC). und war von 1993 bis 2002 als erste Frau United States Attorney for the Southern District of New York.  Am 24. Januar 2013 wurde sie vom Präsidenten der Vereinigten Staaten, Barack Obama, als Nachfolgerin von Elisse B. Walter als SEC-Vorsitzende nominiert.  Der Senat bestätigte sie am 8. April 2013; am 10. April 2013 wurde sie in ihr Amt eingeschworen. Am 14. November 2016 kündigte sie an, ihr Amt mit dem Ende der Regierungszeit Obamas niederzulegen. 
Am 4. Mai 2017 trat Jay Clayton ihre Nachfolge als Vorsitzender der Securities and Exchange Commission an.

## Leben und Karriere
White wurde in Kansas City (Missouri) geboren und wuchs in McLean (Virginia) auf. Im Jahr 1970 schloss sie das College of William & Mary mit einem B.A. ab. 1971 erhielt sie einen M.A. in Psychologie von der Universität The New School for Social Research und 1974 einen Juris Doctor von der Columbia Law School, wo sie auch als Redakteurin für die studentische juristische Fachzeitschrift Columbia Law Review tätig war.
Im Dezember 1992 wurde White kommissarische United States Attorney for the Southern District of New York und damit höchste Strafverfolgerin bei Bundesverbrechen im südlichen Teil des Bundesstaates New York, also in den acht Counties New York, Bronx, Westchester, Putnam, Rockland, Orange, Dutchess und Sullivan. Zuvor hatte sie bereits kommissarisch das Amt der Bundesstaatsanwältin für den östlichen Distrikt von New York ausgeübt. Im März 1993 wurde sie dann von Präsident Bill Clinton als reguläre Amtsträgerin für den südlichen Distrikt berufen. In ihrer Amtszeit beaufsichtigte sie unter anderem die Strafverfolgung von John Gotti und die Anklage gegen die Terroristen, die für den Bombenanschlag auf das World Trade Center 1993 verantwortlich waren; unter ihnen war mit Ramzi Yousef auch einer der Drahtzieher.
Nach Präsident Clintons kontroverser Vielzahl an Begnadigungen am letzten Tag seiner Amtszeit wurde sie vom neuen United States Attorney General, John Ashcroft, berufen, um die Begnadigung von Marc Rich zu untersuchen.
Sie war 10 Jahre lang Vorsitzende der Prozessabteilung der bedeutenden, international tätigen Kanzlei Debevoise & Plimpton.
Die Huffington Post bezeichnete sie als „renommierte Anwältin, die aufsehenerregende Fälle gegen Mobster, Terroristen und Finanzbetrüger im Lauf von fast einer Dekade als U.S. Attorney für Manhattan führte“.
Im Magazin Rolling Stone wurde zusammenfassend erklärt, dass White neben anderen Pflichten bei Debevoise & Plimpton ihren Einfluss und ihre Verbindungen nutzte, um gewisse, an der Wall Street tätige CEOs vor Strafverfolgung zu schützen, am bemerkenswertesten im Fall der Entlassung von Gary J. Aguirre wegen Ermittlungen gegen den damaligen CEO von Morgan Stanley, John J. Mack.
Im Jahr 2013 war sie in die Anklage gegen Aaron Swartz als Anwältin für JSTOR involviert. Hier bat sie den führenden Staatsanwalt, die Anklage fallen zu lassen.
Im Jahr 2014 wurde sie auf Platz 73 der Liste der 100 mächtigsten Frauen der Welt im Forbes Magazine geführt.